# Samuel Chapple
Samuel Chapple (* 23. November 1998 in Den Haag) ist ein niederländischer Leichtathlet, der sich auf den Mittelstreckenlauf spezialisiert hat. 2025 wurde er in Apeldoorn Halleneuropameister im 800-Meter-Lauf.

## Sportliche Laufbahn
Erste internationale Erfahrungen sammelte Samuel Chapple im Jahr 2022, als sie bei den Hallenweltmeisterschaften in Belgrad mit 1:48,09 min in der ersten Runde im 800-Meter-Lauf ausschied. 2025 erreichte sie bei den Halleneuropameisterschaften in Apeldoorn das Finale und siegte dort mit neuem Landesrekord von 1:44,88 min. Kurz darauf belegte er bei den Hallenweltmeisterschaften in Nanjing in 1:45,55 min den vierten Platz.
In den Jahren 2022 und 2025 wurde Chapple niederländischer Hallenmeister im 800-Meter-Lauf.

## Persönliche Bestzeiten
- 800 Meter: 1:45,34 min, 23. Juni 2024 in Guadalajara
  - 800 Meter (Halle): 1:44,88 min, 9. März 2025 in Apeldoorn (niederländischer Rekord)
  - 1000 Meter (Halle): 2:16,09 min, 15. Februar 2025 in Birmingham (niederländischer Rekord)
  - 1500 Meter (Halle): 3:35,61 min, 25. Januar 2025 in Apeldoorn (niederländischer Rekord)